# Fabulous Forty
Fabulous Forty är ett samlingsalbum av den svenske artisten Lalla Hansson, utgivet 2006 på Hawk Records (HAWKCD 2201). Albumet sammanfattar Hanssons då 40-åriga artistkarriär, från tiden i Fabulous Four 1964–1968 till solokarriären och tiden i gruppen Idolerna.

## Låtlista
CD 1
1. "Bruten vinge" – 3:44
2. "Härifrån (on the Road)" – 4:36
3. "Anna & mej" – 4:45
4. "Landsvägspirater"	– 4:04
5. "Allas våran älskling"	– 2:50
6. "Det är helt OK" – 3:50
7. "Morgonvind"	 – 3:46
8. "Veckotidningsboogie" – 3:29
9. "I hans dröm"	 – 4:05
10. "I hamn"	 – 4:04
11. "Det verkar troligt" – 3:24
12. "Längre fram"	 – 2:59
13. "Det kostar på" – 4:25
14. "Nu ska jag skaffa mej en plog" – 4:01
15. "Enstaka spår" – 4:01
16. "After All" – 3:27
17. "You Were on My Mind" – 2:16
18. "Puff (the Magic Dragon)" – 4:03
19. "Han gav upp alltihop (för att spela i sitt band)" – 3:29
20. "Jag blir här" – 2:42

CD 2
1. "Här kommer kärleken" – 4:00
2. "Pillerförgiftningen" – 5:09
3. "Visa från vargaskogen" – 5:12
4. "Devil in Disguise" – 2:38
5. "Sjömansjul på Hawaii" – 3:33
6. "Sin egen väg" – 4:00
7. "Han me' gitarr" – 3:30
8. "Det svänger ett gäng" – 5:36
9. "Lisa" – 3:36
10. "Gävles barnens dag" – 2:54
11. "Vinterflicka" – 3:28
12. "Anne-Li – 3:30
13. "Jag undrar vad hon gör" – 3:45
14. "Down the Borderline" – 3:20
15. "Dagny" – 3:32
16. "En sista foxtrot" – 3:05
17. "Den ende levande i vår stad" – 3:59
18. "Bajen va namnet" – 2:37
19. "Fortfarande" – 5:25
20. "Tiden står still" – 3:28

## Mottagande
Musiklandet gav albumet betyget 4/5 och skrev: "Det här dubbelalbumet visar också med all önskvärd tydlighet att Lalla Hansson är en av de mest flitiga medarbetarna som finns i den svenska, musikaliska, vingården."